# Villa Morrill
Villa Morrilll è un edificio civile del centro storico di Firenze, situato in Costa San Giorgio, con accesso sia dal n. 45 (corte interna esclusivamente pedonale), sia ai numeri lungo la strada 71 e 73. 

## Storia e descrizione
I coniugi F. Gordon Morrill ed Elizabeth Hunter visitarono Firenze verso il 1937, dove conobbero Bernard Berenson. Tornati negli Stati Uniti, mantennero sempre un forte legame con la città toscana, e alla fine della seconda guerra mondiale acquistarono sulla collina dietro Boboli una torre medievale del XIII secolo collegata a una limonaia del XVIII secolo, già appartenute alle proprietà satelliti del monastero di San Girolamo alla Costa della corte "al cancello". Lo stesso Gordon, architetto, progettò una villa aggiungendo un terzo edificio di raccordo, scenograficamente affacciata sulla città, e dotata di un ampio giardino digradante, a forma di anfiteatro, che arriva a lambire la costa San Giorgio. La costruzione dovette essere terminata verso il 1955. Alla morte di Berenson, nel 1959, la villa fiesolana dello storico dell'arte venne destinata all'Università di Harvard, e Gondon Morrill divenne dal 1960 membro fondatore del Council di villa I Tatti. 
La villa è visibile da lontano, con la facciata a frontone curvilineo degradante cuminante nel torrino cilindrico con copertura a padiglione e scala a spirale esterna, ma mantiene una presenza discreta nel panorama cittadino, vuoi per l'ispirazione ai Belvedere toscani del Sei-Settecento, vuoi perché non è visibile in prossimità da nessuna via cittadina, essendo ben arroccata sulla collina alle spalle di Boboli.
«Si riconosce chiaramente un’allusione al frontone della basilica di Santo Spirito, cosa che un italiano probabilmente non farebbe mai. È una sorta di follia all’americana, quasi hollywoodiana», ha scritto l’architetto Massimo Adario, che ha acquistato e restaurato la villa tra il 2020 e il 2022, dopo che gli eredi dei Morril (una volta scomparsi entrambi rispettivamente nel 2000 e nel 2003) vendettero prima gli arredi originali e poi la villa stessa.
Il torrino affaccia su un cortile quadrangolare interno, con antico accesso esclusivamente pedonale dalla strada privata che dà sul cancello a monte della costa San Giorgio, dove sulla strada si trovano ancora le indicazioni marmoree per i "Morrill". Ai numeri 71 e 73 invece si trovano gli accessi "carrabili" alla villa, e si intravede il paramento della torre duecentesca che fa parte del nucleo della villa (in filaretto, unico elemento superstite della costruzione medievale, che invece all'interno e nella copertura ha forme moderne). Qui si accede da un cancello in ferro che immette a una breve scalinata chiusa a destra dal contiguo edificio della casa di Santa Caterina, a destra dal muro di terrazzamento del giardino. L'accesso è segnato da una grata con particolare ricchezza di motivi a voluta e l'indicazione della data "1955", tanto da apparire più come ingresso a una cappella che non ad una abitazione civile. A questo raffinato lavoro fa riscontro un fronte in pietra a vista volutamente rustico, segnato da un solo asse di finestre. L'accesso al giardino che si estende sul lato sinistro in posizione soprelevata rispetto al piano stradale (dove ciò che si apprezza è una muraglia coronata da balaustri) è evidentemente da uno dei piani superiori dell'edificio, che verso il giardino guarda con un fronte secondario ma di maggiore ampiezza rispetto a quello volto a valle. Qui si trova uno stemma moderno della famiglia Morrill.

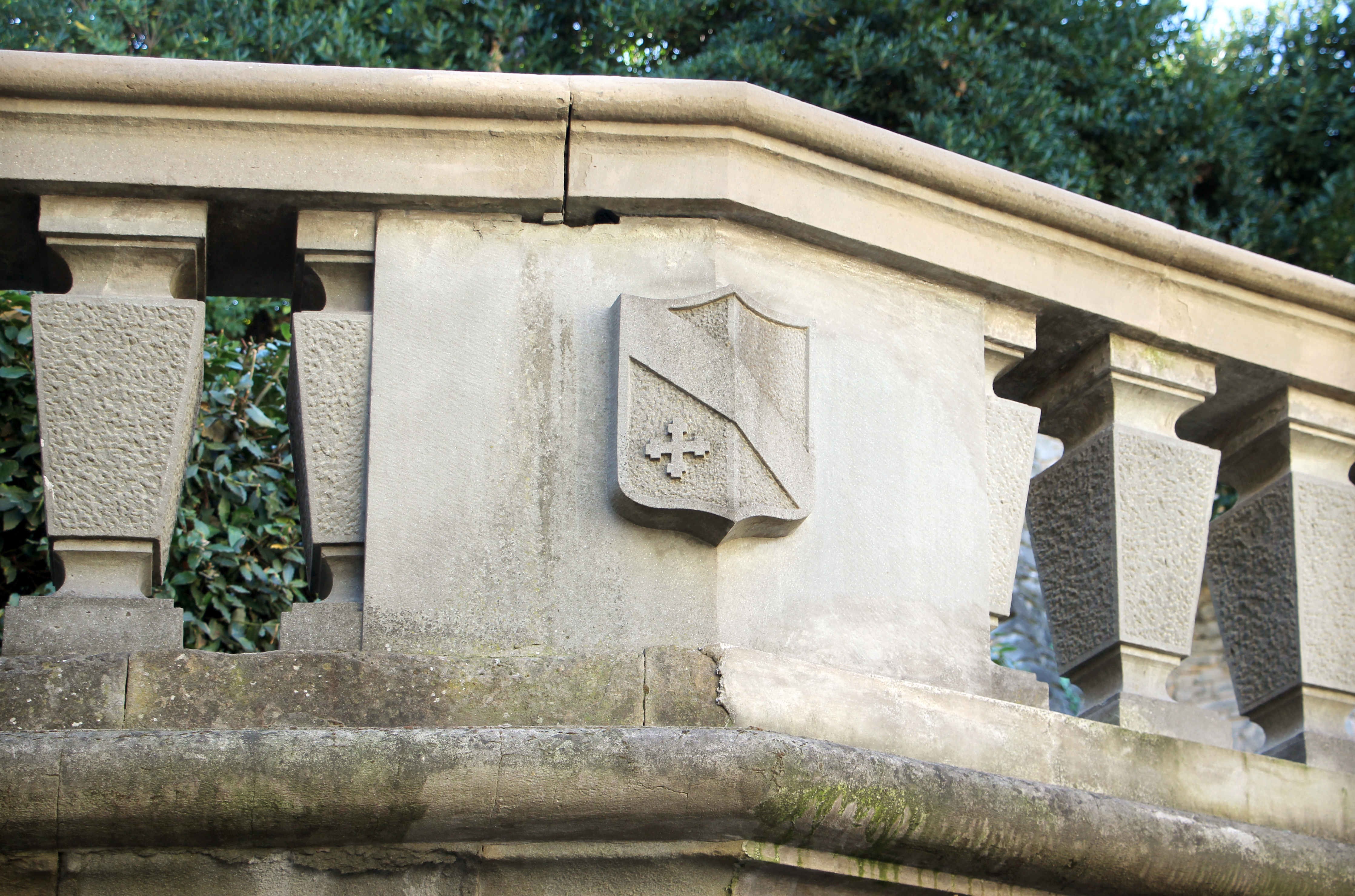
Stemma Morrill sulla balaustra lungo costa San Giorgio
Portale senza numero (71) sulla costa San Giorgio
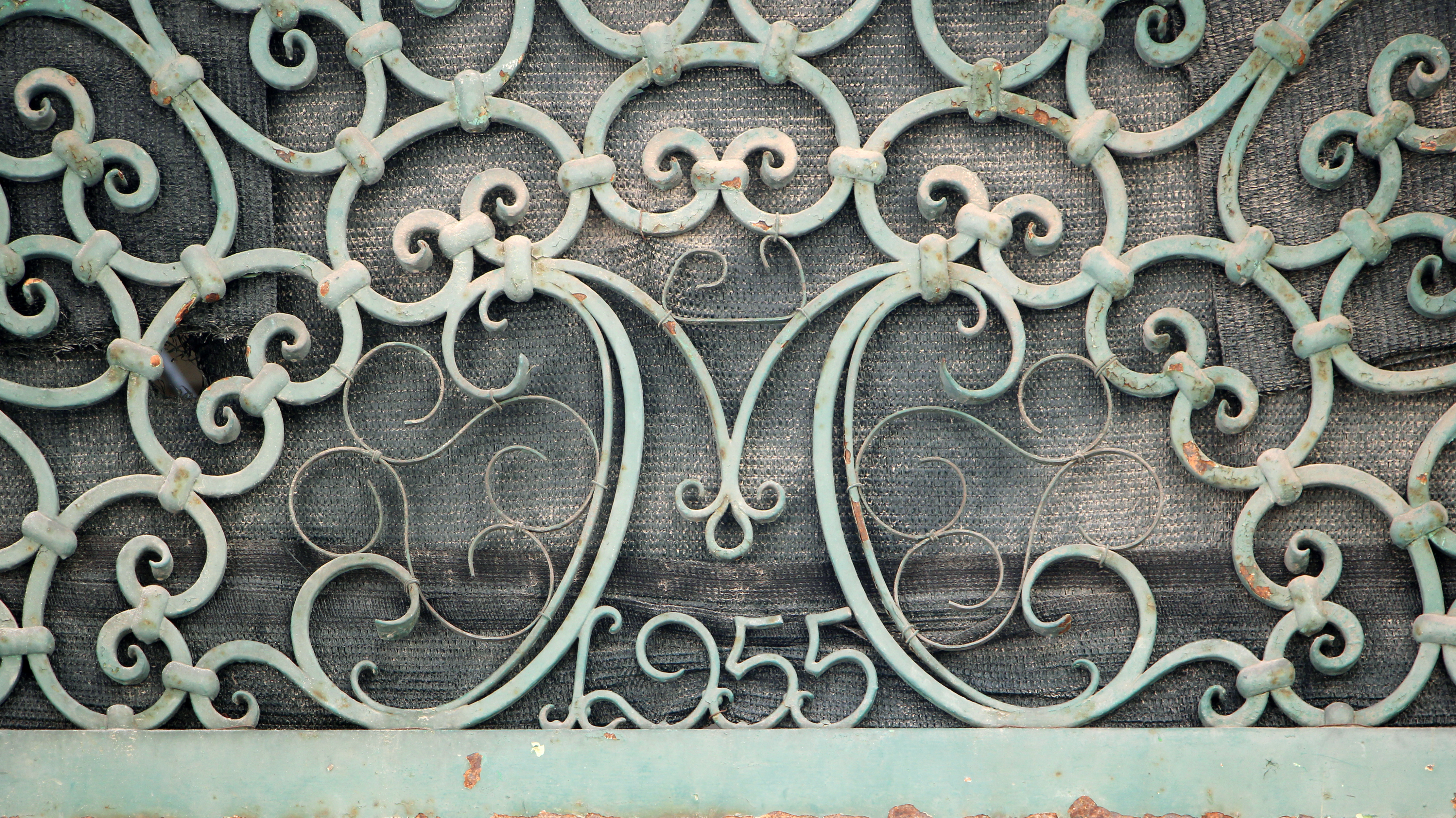
Cancello con data 1955
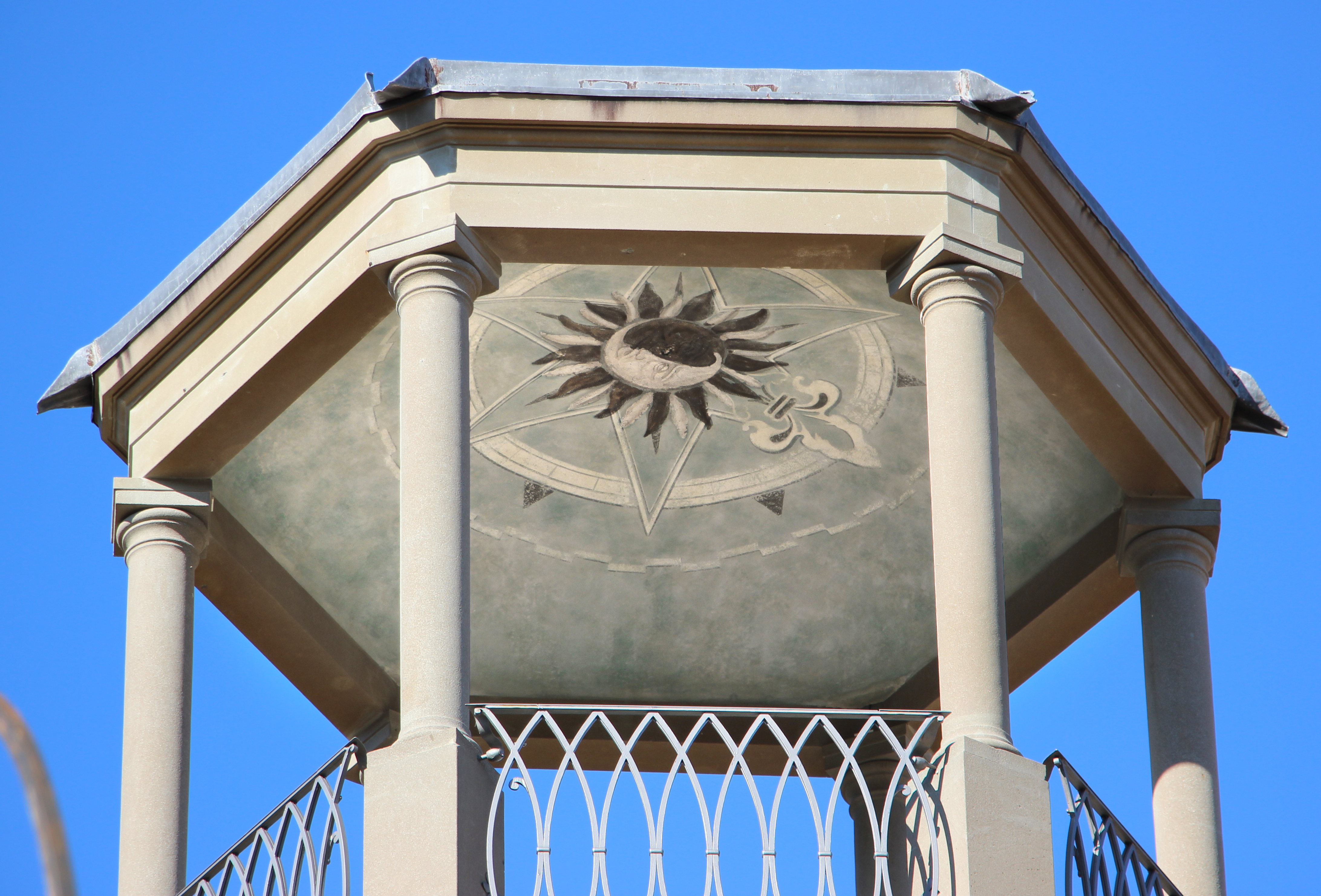
Il torrino